# Roebourne
Roebourne es una localidad australiana de la región de Pilbara, en el estado de Australia Occidental.

## Geografía
Se ubica en la costa noroeste de Australia. El río Harding discurre por el lugar.

## Historia
A comienzos del siglo XX, pertenecía al condado de De Witt, en Australia Occidental. Era núcleo de un distrito rico en yacimientos de oro, plata, estaño, plomo, cobre, diamantes y otras piedras preciosas, además de obtenerse perlas en las cercanías en la bahía de Cossack.